# ماركوس ويلسون أشيسون
ماركوس ويلسون أشيسون (بالإنجليزية: Marcus Wilson Acheson)‏ هو محامي وقاضي أمريكي، ولد في 7 يونيو 1828 في واشنطن في الولايات المتحدة، وتوفي في 21 يونيو 1906 في بيتسبرغ في الولايات المتحدة.